# 穆桂英

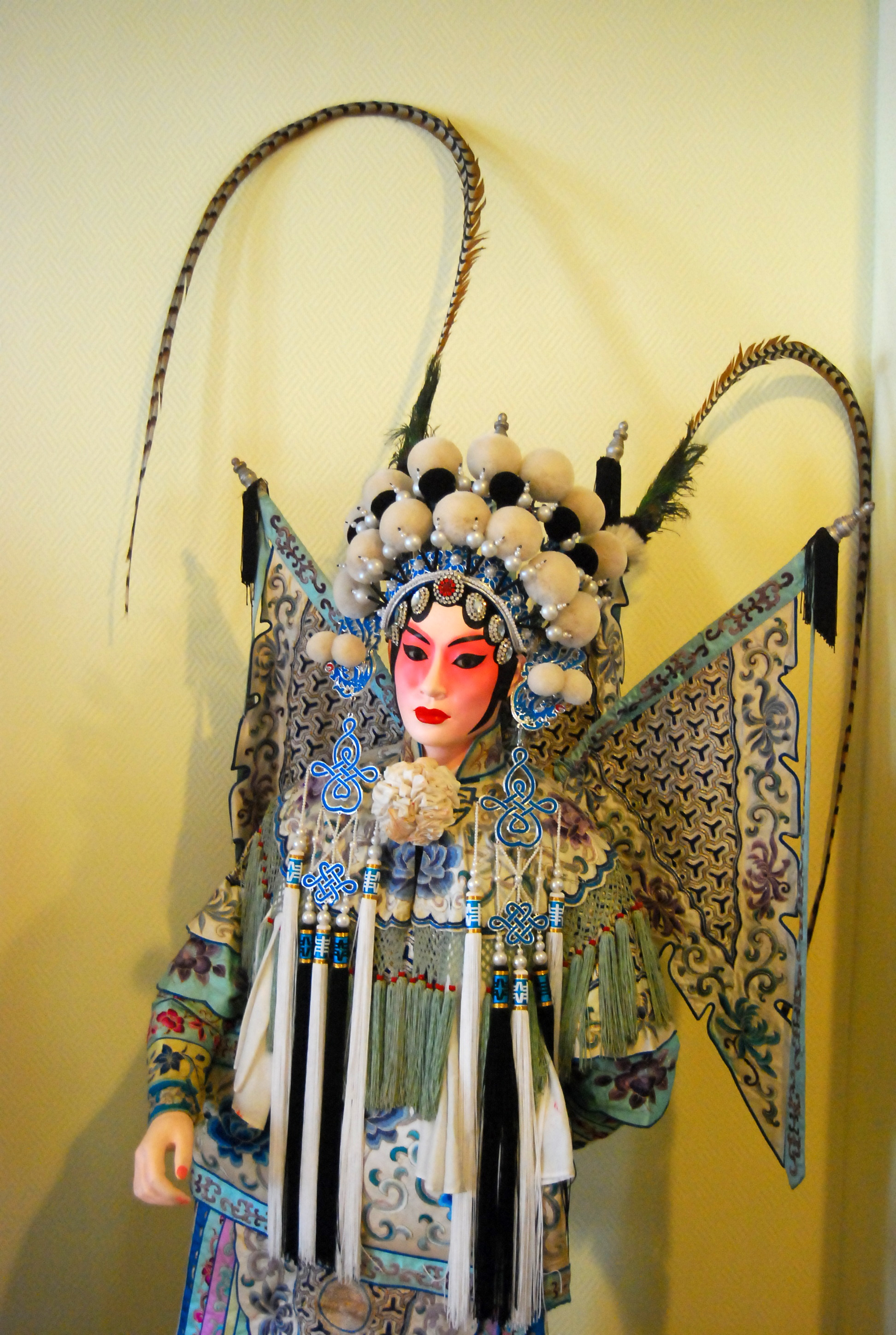

穆桂英（ぼくけいえい）は『楊家将演義』およびそれを題材とした京劇に登場する架空の人物。作品を代表する女将軍として活躍する。木桂英、あるいは木夫人とも。

## 演義
初登場は、楊家の当主が楊延昭となった物語中盤ころ。
穆柯寨に住む山賊・木羽の一人娘。七十二座天門陣を破るため、楊家将の孟良が降竜木を求めて穆柯寨を訪れずれると彼を撃退し、さらに楊宗保も捕虜にとる活躍を見せる。しかし、楊宗保が美男子だったので、「私と結婚しないと殺す」と脅迫し、楊宗保と結婚する。
その後、楊家将に参加もせずいたところ、孟良が穆柯寨に放火し、降竜木を盗んで逃走。このとき、家族が皆死んでしまい、怒り狂うものの、死んでしまったものは仕方がない、と楊家将に加入することになる。
その後、穆桂英は楊宗保との結婚に反対の楊延昭（宗保の父）を一騎討ちで打ち負かし、なしくずし的に結婚を認めさせた。令婆のみが穆桂英を孫の嫁にふさわしい人物だ、と言って喜ぶ描写があり、京劇などもこういう設定になっていることが多い。
七十二座天門陣やぶりの戦いでは、特に鉄門陣の攻略の逸話が有名。この戦いでは身重だった姑の柴太郡は敵将との交戦中、産気づき、出産の苦痛で意識を失ってしまう。そこに現れた穆桂英は敵将を討ち取ると、穆桂英は赤子を懐に入れ、さらに戦闘を続行。その状態で青龍陣をも攻略している。著作権などの概念のない時代のことであり、この逸話は『三国志演義』の長坂の戦いで趙雲が主君の子供を懐に入れながら獅子奮迅の活躍をした逸話を継ぎ足したものと考えられている。そのためか、このとき生まれた赤子は以降は登場することはない。
西夏との戦いまでには既に死去しており、登場はしない。そのため、楊家の寡婦を束ねるのは彼女の娘、楊宣娘となっている。

## 京劇
『楊家将演義』ではかなりの活躍をするとはいえ、あくまで脇役。ところが京劇や民間説話では穆桂英を主人公とした物語が多く、『楊家将演義』より痛快な活躍を繰り広げる。たとえば、『楊家将演義』では西夏の戦いでは死去している設定だが、穆桂英は寡婦集団の元帥として息子・文広の危機に駆けつけるという物語などが存在する。

## 備考
衛聚賢の『楊家将及其考証』によれば、穆桂英の「穆」は楊文広（演義では穆桂英の孫）の妻、慕容氏から来ているという。というのも、慕容（mù róng）と穆（mù）で音転したと考えることができるため。

## 登場作品
映画
- 『14アマゾネス 王女の剣』（原題：十四女英豪、1972年、香港、演：リン・ポー）
- 『女ドラゴンと怒りの未亡人軍団』（原題：楊門女将之軍令如山、2011年、中国、演：セシリア・チャン）

TVドラマ
- 『楊門女將』（中国語版）（1981年、香港、演：リザ・ウォン）日本未公開